# Bachs juleoratorium
Bachs juleoratorium, ofte blot kaldt Juleoratoriet (tysk: Weihnachtsoratorium, BWV 248) er et af de mest berømte og spillede sakrale værker af den tyske komponist Johann Sebastian Bach samt det mest kendte juleoratorium. Det blev komponeret til juledagene 1734-1735, mens Bach var kantor i Thomaskirken i Leipzig.
I virkeligheden er værket ikke et enkeltstående oratorium, men en cyklus af seks kantater for juletiden, nemlig de dengang tre julefestdage (25., 26. og 27. december, fødselshistorien jf. Lukasevangeliet 2,1-20), nytårsdag (omskæringen og navngivningen, jf. Lukasevangeliet 2,21), søndag efter nytår og Helligtrekongersdag (6. januar, jf. Matthæusevangeliet 2,1-12).
I nutiden fremføres værket oftest i sin helhed eller i to eller tre dele.
I Danmark er værket blevet opført af Københavns Drengekor hver jul siden 1974. Derudover synger Københavns Kantatekor, Herning Kirkes Drengekor, Sct. Clemens Drengekor, Thisted Kirkes Drenge- og Mandskor og Treenighedskirkens Drengekor juleoratoriet på skift med Händels Messias.